# Ermita del Calvario (Ribesalbes)
La ermita o capilla del calvario de Ribesalbes es un bien de relevancia local situado en el municipio homónimo.
Su código BRL es 12.06.095-002 y su calificación se encuentra en la Disposición Adicional Quinta de la Ley 5/2007, de 9 de febrero, de la Generalidad Valenciana, de modificación de la Ley 4/1998, de 11 de junio, del Patrimonio Cultural Valenciano (DOCV Núm. 5.449 / 13/02/2007).
Se edificó en el siglo XIX.

## Emplazamiento
Se encuentra ubicada en lo alto de una pequeña elevación cercana al núcleo de Ribesalbes, dominando el pueblo. Se accede a la misma por el clásico Vía Crucis. Las estaciones de este se encuentran decoradas con retablos de cerámica pintados a mano, realizados por José Figás.

## Descripción
El edificio es de planta cuadrangular, con una cúpula cubierta de tejas, cuyo tambor arranca una espadaña estrecha y alta.
En el interior se halla la talla del Santísimo Cristo del Calvario, de gran devoción local y uno de los patronos de Ribesalbes. La imagen, realizada en 1940, sustituyó a una anterior que fue destruida en la Guerra Civil.

## Tradiciones
La festividad del Cristo del Calvario se celebra la primera semana de octubre. El sábado anterior a la festividad, los miembros de la Cofradía del Santísimo Cristo -que se fundó en 1878- bajan la imagen del Cristo en procesión desde la ermita hasta la iglesia parroquial. Allí permanece hasta el siguiente martes, y en la noche de esa jornada se celebra la procesión de penitentes que acompaña al Cristo de regreso a su capilla. Allí se le cantan los Gozos, cantos monódicos a tres voces, en los cuales se alaba al Cristo y se le pide protección para el pueblo, hasta el año siguiente.